# 莊志傳
莊志傳（16世紀—17世紀），字可贄，泉州府晉江縣人，明朝、南明軍事人物。

## 生平
莊志傳在萬曆十九年（1592年）中武舉人，次年（1592年）聯捷武進士，擔任廣西指揮僉事。時值柳州流寇出沒，他立下有戰功而升任都督僉事，鎮守薊州衛，其後致仕歸鄉。隆武年間，他捐獻家產，保衛鄉里族人，得南明朝廷陞為總兵，七十四歲去世。

## 引用
1. 1 2  錢海岳《南明史·卷四十九·列傳第二十五》：莊志傳，字可贄，晉江人。萬曆二十年武進士，授廣西指揮僉事。值柳寇警，有戰功，擢都督僉事，鎮薊州歸。隆武時，毀家抒難，保守鄉里，陞總兵。卒，年七十四。
2. ↑  《重纂福建通志·卷百六十一·選舉》：萬厯十九年辛卯科（武舉人）……莊志傳 二十年進士
3. ↑  《重纂福建通志·卷二百十一·人物》：莊志傳，字可贄，晉江人。萬歷壬辰武進士，歷廣西指揮僉事，值柳州寇警有戰功，屢進都督僉事，致仕歸。崇禎末海氣不靖，志傳毀家紓難，鄉族賴以保全。